# Babocsay-villa
A Babocsay-villa Budapesten, a Terézvárosban a Dózsa György út 92/b (Andrássy út 129.) alatt, közvetlenül az Andrássy út sarkán, a Hősök tere torkolatában áll. 1932 óta Jugoszlávia, illetve Szerbia budapesti nagykövetsége működik benne. Az 1910-ben épült szecessziós villaépület tervezője Árkay Aladár, névadója pedig egy jelentős átalakíttatást végző építtető, bizonyos Babocsay Hermann.

## Története

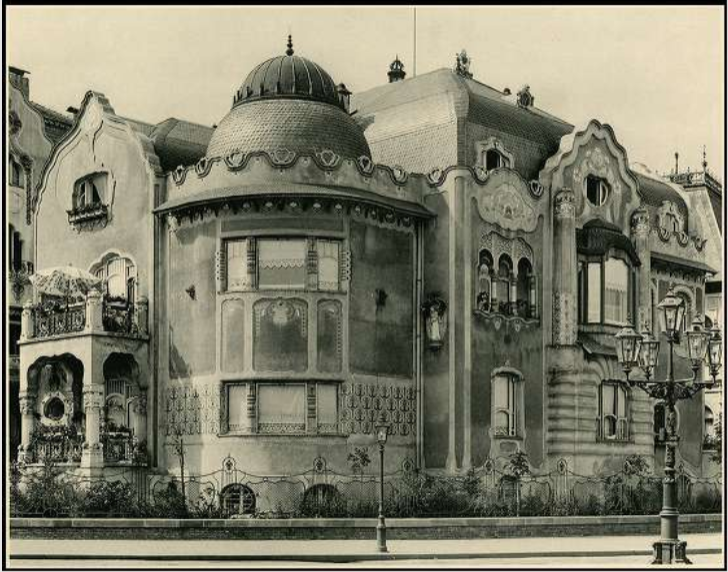
A villa még szecessziós formájában, az átépítés előtt, 1906-ban

Az Andrássy út két utolsó telke a többihez képest nagyobb volt. Először Weber Antal tervei szerinti állandó tartózkodásra szánt villaépületet húzták fel 1872-73-ban, ami azonban messze meghaladta az akkori városi igényeket. Végül lakóépületként sosem használták, a Bellevue vendéglő működött benne (a Bellevue-villa nevet is innen kapta) egészen 1905-ig, amikor lebontották.
Az 1906-ben építették fel a telken az Árkay Aladár tervei szerint, a megrendelő, Babocsay Hermannról Babocsay-villának nevezett épületet. A lendületes, magyaros szecessziósnak nevezett stílusban épült villa ellentmondásos kritikákat kapott. Lázár Béla 1910-ben az épület funkcionalitását dicsérte, mind homlokzati díszeit, mind belsőépítészeti megoldásait elegánsnak és modernnek tartotta. 1927-ben azonban Padányi Gulyás Jenő általában a magyarosnak nevezett formanyelv ellen kel ki, említve a Babocsay-villát is, mint e stílus egyik képviselőjét, jelentős különbséget téve a magyar és a magyaros építészeti nyelvezet között.
Közel ugyanebben az időben Babocsay megelégelve a villáját érő kritikákat, az épület jelentős átépítése mellett döntött: Kozma Lajost bízta meg a munkával, aki a homlokzati díszeket eltávolíttatta, és egy, a bauhausra emlékeztető villává alakította a házat. A tulajdonviszonyok azonban ekkortól nehezen követhetők. 
Az épületben 1932. augusztus 2-án nyitott meg a Jugoszláv Királyi Követség, azonban feltehető, hogy csak bérelték az épületet, vagy csak egy részét vásárolták meg. Egy, a követségi dolgozók körében évtizedek óta terjedő legenda szerint Jovan Dučić költő itt bonyolította szerelmi légyottját egy ismeretlen magyar grófnővel, aki nekiajándékozta a villát, a költő pedig továbbadta azt a Jugoszláv államnak. Erre a legendára azonban utólagos nyomozással sem sikerült bizonyítékot találni. A követség már néhány éve az épületben működött, amikor 1939-es árverési hirdetmények tudatták, hogy a villa a Fönícia Általános Aruképviseleti és Bizományi Kereskedelmi Rt. tulajdonában volt, néhány évvel később, 1942-ben pedig a nemzetvédelmi propagandaminisztérium hivatala költözött a villába (a követség továbbra is ott működött). Itt volt több lap, így a Nemzeti Újság és az Országépítés szerkesztősége is az 1940-es évek első felében.
Az épület talán a magyar történelem egy szomorú epizódjában játszott szerepe miatt a legismertebb: 1956. november 4. és november 22. között a Jugoszláv nagykövetségen húzták meg magukat a harmadik Nagy Imre-kormány egyes tagjai.
A villa máig nagykövetség, Jugoszlávia lassú szétesése miatt csak 2003. február 7. óta Szerbia budapesti nagykövetsége.